# Natação no Campeonato Mundial de Esportes Aquáticos de 2023 - 200 m peito masculino
A disputa na modalidade 200 metros peito masculino de Natação no Campeonato Mundial de Esportes Aquáticos de 2023 fora realizada nos dias 27 e 28 de julho de 2023 na Marine Messe Fukuoka em Fukuoka, no Japão. Ao todo, 44 nadadores de 40 Comitês Olímpicos Nacionais estavam previstos para participarem do evento. Qin Haiyang, nadador chinês fora vencedor da prova, estabelecendo o novo recorde mundial.

## Formato da competição
A competição consiste em três rodadas: eliminatórias, semifinais e final. Os nadadores com os 16 melhores tempos nas baterias preliminares avançam as semifinais. Já os nadadores com os 8 melhores tempos nas semifinais avançam a final. Desempates (swim-offs) são utilizados conforme necessário para quebrar os empates de avanço a próxima rodada.

## Calendário
Todos os horários estão na Hora legal japonesa (UTC+9).
| Data                | Horário | Fase          |
| ------------------- | ------- | ------------- |
| 27 de julho de 2023 | 11:28   | Eliminatórias |
| 28 de julho de 2023 | 20:43   | Semifinais    |
| 28 de julho de 2023 | 21:24   | Final         |

## Recordes
Antes desta competição, os recordes mundiais e do campeonato nesta prova eram os seguintes:
Neste evento o seguinte recorde mundial fora estabelecido:
| Data        | Evento | Nadador     | CON   | Tempo   | Recorde         |
| ----------- | ------ | ----------- | ----- | ------- | --------------- |
| 28 de julho | Final  | Qin Haiyang | China | 2:05.48 | Recorde mundial |

## Medalhistas
| Ouro                | Prata       | Bronze                       |
| Qin Haiyang · China | · Austrália | Matt Fallon · Estados Unidos |

## Resultados

### Eliminatórias
As eliminatórias foram realizadas no dia 27 de julho com início às 11:28.
| Pos. | Bateria | Raia | Nadador                 | CON                      | Tempo   | Notas |
| ---- | ------- | ---- | ----------------------- | ------------------------ | ------- | ----- |
| 1    | 5       | 4    | Zac Stubblety-Cook      | Austrália                | 2:08.98 | Q     |
| 2    | 3       | 6    | Caspar Corbeau          | Países Baixos            | 2:09.29 | Q     |
| 3    | 5       | 5    | Matt Fallon             | Estados Unidos           | 2:09.32 | Q     |
| 4    | 3       | 2    | Aleksas Savickas        | Lituânia                 | 2:09.66 | Q     |
| 5    | 3       | 4    | Qin Haiyang             | China                    | 2:09.86 | Q     |
| 6    | 4       | 3    | Josh Matheny            | Estados Unidos           | 2:09.90 | Q     |
| 7    | 4       | 6    | Dong Zhihao             | China                    | 2:10.06 | Q     |
| 8    | 4       | 5    | Ippei Watanabe          | Japão                    | 2:10.11 | Q     |
| 9    | 5       | 6    | Anton McKee             | Islândia                 | 2:10.29 | Q     |
| 10   | 5       | 3    | Arno Kamminga           | Países Baixos            | 2:10.47 | Q     |
| 11   | 3       | 3    | Erik Persson            | Suécia                   | 2:10.51 | Q     |
| 11   | 5       | 7    | Antoine Marc            | França                   | 2:10.51 | Q     |
| 13   | 4       | 8    | Lyubomir Epitropov      | Bulgária                 | 2:10.76 | Q     |
| 14   | 5       | 2    | Matti Mattsson          | Finlândia                | 2:11.00 | Q     |
| 15   | 3       | 5    | Shoma Sato              | Japão                    | 2:11.03 | Q     |
| 16   | 4       | 9    | Maksym Ovchinnikov      | Ucrânia                  | 2:11.71 | Q     |
| 17   | 4       | 7    | Dawid Wiekiera          | Polónia                  | 2:11.92 |       |
| 18   | 2       | 5    | Darragh Greene          | Irlanda                  | 2:12.21 |       |
| 19   | 3       | 1    | Christopher Rothbauer   | Áustria                  | 2:12.29 |       |
| 20   | 3       | 0    | Adam John Chillingworth | Hong Kong                | 2:12.30 |       |
| 21   | 2       | 2    | Ron Polonsky            | Israel                   | 2:12.34 |       |
| 22   | 4       | 2    | Miguel de Lara          | México                   | 2:12.40 |       |
| 23   | 5       | 1    | Greg Butler             | Reino Unido              | 2:12.52 |       |
| 24   | 5       | 8    | Noah De Schryver        | Bélgica                  | 2:12.63 |       |
| 25   | 5       | 9    | Berkay Ömer Öğretir     | Turquia                  | 2:12.65 |       |
| 26   | 3       | 7    | Cho Sung-jae            | Coreia do Sul            | 2:12.77 |       |
| 27   | 5       | 0    | Amro Al-Wir             | Jordânia                 | 2:12.90 |       |
| 28   | 4       | 1    | Carles Coll Martí       | Espanha                  | 2:13.09 |       |
| 29   | 2       | 3    | Joshua Gilbert          | Nova Zelândia            | 2:13.59 |       |
| 30   | 4       | 0    | Brayden Taivassalo      | Canadá                   | 2:13.81 |       |
| 31   | 3       | 9    | Maximillian Wei Ang     | Singapura                | 2:14.63 |       |
| 32   | 2       | 6    | Daniils Bobrovs         | Letônia                  | 2:15.95 |       |
| 33   | 2       | 7    | Tyler Christianson      | Panamá                   | 2:17.43 |       |
| 34   | 2       | 4    | Phạm Thanh Bảo          | Vietname                 | 2:17.89 |       |
| 35   | 2       | 9    | Liam Davis              | Zimbabwe                 | 2:18.45 |       |
| 36   | 2       | 1    | Constantin Malachi      | Moldávia                 | 2:18.87 |       |
| 37   | 2       | 8    | Julio Horrego           | Honduras                 | 2:20.70 |       |
| 38   | 2       | 0    | Adriel Sanes            | Ilhas Virgens Americanas | 2:22.20 |       |
| 39   | 1       | 3    | Luis Sebastian Weekes   | Barbados                 | 2:22.94 |       |
| 40   | 1       | 5    | Jonathan Chung Yee      | Ilhas Maurícias          | 2:23.21 |       |
| 41   | 1       | 4    | Abdulaziz Al-Obaidly    | Catar                    | 2:24.01 |       |
| 42   | 1       | 6    | Andrej Stojanovski      | Macedônia do Norte       | 2:25.40 |       |
| 43   | 1       | 2    | Bransly Dirksz          | Aruba                    | 2:28.73 |       |
| 44   | 4       | 4    | Léon Marchand           | França                   | DNS     | DNS   |
| 44   | 3       | 8    | Denis Petrashov         | Quirguistão              | DSQ     | DSQ   |

### Semifinais
A semifinais foram realizadas no dia 27 de julho às 20:43.
| Pos. | Bateria | Raia | Nadador            | CON            | Tempo   | Notas |
| ---- | ------- | ---- | ------------------ | -------------- | ------- | ----- |
| 1    | 2       | 4    | Zac Stubblety-Cook | Austrália      | 2:07.27 | Q     |
| 2    | 2       | 3    | Qin Haiyang        | China          | 2:07.70 | Q     |
| 3    | 2       | 5    | Matt Fallon        | Estados Unidos | 2:07.90 | Q     |
| 4    | 2       | 6    | Dong Zhihao        | China          | 2:08.47 | Q     |
| 5    | 1       | 4    | Caspar Corbeau     | Países Baixos  | 2:08.49 | Q     |
| 6    | 1       | 3    | Josh Matheny       | Estados Unidos | 2:09.04 | Q     |
| 7    | 2       | 2    | Anton McKee        | Islândia       | 2:09.19 | Q     |
| 8    | 1       | 6    | Ippei Watanabe     | Japão          | 2:09.50 | Q     |
| 9    | 2       | 7    | Erik Persson       | Suécia         | 2:09.89 |       |
| 10   | 1       | 1    | Matti Mattsson     | Finlândia      | 2:09.93 |       |
| 11   | 1       | 5    | Aleksas Savickas   | Lituânia       | 2:10.16 |       |
| 12   | 1       | 2    | Arno Kamminga      | Países Baixos  | 2:10.57 |       |
| 13   | 1       | 7    | Antoine Marc       | França         | 2:10.66 |       |
| 14   | 2       | 8    | Shoma Sato         | Japão          | 2:10.72 |       |
| 15   | 2       | 1    | Lyubomir Epitropov | Bulgária       | 2:11.28 |       |
| 16   | 1       | 8    | Maksym Ovchinnikov | Ucrânia        | 2:11.95 |       |

### Final
A final fora realizada no dia 28 de julho às 20:00.
| Pos.              | Raia | Nadador            | CON            | Tempo   | Notas           |
| ----------------- | ---- | ------------------ | -------------- | ------- | --------------- |
| Medalha de ouro   | 5    | Qin Haiyang        | China          | 2:05.48 | Recorde mundial |
| Medalha de prata  | 4    | Zac Stubblety-Cook | Austrália      | 2:06.40 |                 |
| Medalha de bronze | 3    | Matt Fallon        | Estados Unidos | 2:07.74 |                 |
| 4                 | 6    | Dong Zhihao        | China          | 2:08.04 | WJ              |
| 5                 | 2    | Caspar Corbeau     | Países Baixos  | 2:08.42 |                 |
| 6                 | 8    | Ippei Watanabe     | Japão          | 2:08.78 |                 |
| 7                 | 1    | Anton McKee        | Islândia       | 2:09.50 |                 |
| 8                 | 7    | Josh Matheny       | Estados Unidos | 2:10.41 |                 |

Legenda
| Recorde mundial       | Recorde mundial (World record)               |                       | Recorde africano                      | Recorde africano (African) |                                           | Q | Classificado por posição (Qualified) |
| Recorde do campeonato | Recorde do campeonato (Championship record)  | Recorde da América    | Recorde da América (Americas)         | q                          | Classificado por melhor tempo (Qualified) |   |                                      |
| Melhor marca do ano   | Melhor marca do ano (World leading)          | Recorde asiático      | Recorde asiático (Asian)              | DNS                        | Não largou (Did not start)                |   |                                      |
| Recorde nacional      | Recorde nacional (National record)           | Recorde europeu       | Recorde europeu (European)            | DNF                        | Não terminou (Did not finish)             |   |                                      |
| Recorde pessoal       | Recorde pessoal do atleta (Personal best)    | Recorde da Oceania    | Recorde da Oceania (Oceania)          | DSQ / DQ                   | Desclassificado (Disqualified)            |   |                                      |
| Recorde da temporada  | Recorde da temporada do atleta (Season best) | Recorde sul-americano | Recorde sul-americano (South America) | NM                         | Sem marca (No mark)                       |   |                                      |